# Baronía de Martorell

Escudo de los Requesens, barones de Martorell.

La Baronía de Martorell fue un señorío (nunca título nobiliario), aragonés concedido por Alfonso V de Aragón en 1418 a su hermano Enrique, uno de los Infantes de Aragón, y a sus descendientes. Su nombre se refiere al municipio español de Martorell, en la provincia de Barcelona. 
Sin embargo en 1471 Juan II de Aragón vendió la villa a Luis Requesens de Soler, hijo de Galcerán y gobernador de Cataluña, de la Casa de Requesens, como premio por los servicios prestados a la Corona de Aragón, especialmente durante la Guerra Civil Catalana. Asimismo dicho monarca emitió privilegio que autorizaba poner las armas de Aragón en el escudo de los Requesens. 
Esta venta desencadenó que el hijo del Infante Enrique, Duque de Segorbe y Conde de Ampurias, protestara e iniciara pleito contra ella, que no tuvo éxito puesto que en 1482 Fernando el Católico emitió un privilegio donde afirma que la villa y baronía de Martorell pertenece a Requesens de Soler y sucesores. En 1504 la baronía estaba formada por los lugares de Martorell, Rosanes, San Andrés de la Barca, San Vicente de Castellbisbal, San Pedro de Brea y San Ginés de Rocafort.
A Luis de Requesens y Soler le sucedió en sus estados su hija Estefanía de Requesens, quien obtuvo de Carlos I en 1518 confirmación de la posesión de Martorell y demás lugares de la baronía. Esta confirmación fue hecha a Hipólita de Liori y de Requesens, viuda de Luis de Requesens, Conde de Palamós, como tutora de su hija Estefanía. En ese momento la baronía estaba formada por Martorell, Molins de Rey, Castellví de Rosanes, Santa Cruz de Olorde, San Esteban de Sasroviras, San Vicente de Castellbisbal y Nuestra Señora de la Victoria del Palau Requesens de Barcelona.
Estefanía casó con Juan de Zúñiga y Avellaneda, formando ambos un mayorazgo en 1546 para su hijo mayor Luis de Requesens y Zúñiga, que debería mantener el apellido materno y el escudo de Requesens sin mezcla alguna. El mayorazgo estaba formado por las Baronías de Martorell y Molins de Rei, el Palau (casa en Barcelona con suntuosa capilla-panteón familiar), así como posesiones en el Reino de Valencia y Nápoles. 
Casado con Jerónima de Estellrich, Luis asimismo recibió la herencia de su hermana Mencía de Mendoza y Requesens, Duquesa de Calabria, muerta en 1554, tras pleito con sus hermanas la Marquesa del Cenete e Hipólita de Zúñiga. Cuando Luis falleció en 1576, le sucedió su hija Mencía, pues el único hijo varón que había tenido con Jerónima había fallecido años antes. Mecía estaba casada con Pedro Fajardo y Fernández de Córdoba, III Marqués de los Veléz, siendo la baronía de Molins de Rei y la de Martorell heredadas por el hijo de ambos Luis Fajardo y Requeséns, IV Marqués de los Vélez, quedando incorporadas desde entonces a la casa de los Vélez, que con el tiempo se uniría a la casa de Paternò, a la casa de Villafranca del Bierzo, en la que finalmente revertiría la casa de Medina Sidonia.